# Chonochora
Chonochora (łac. Diœcesis Chonochoritanus) – stolica historycznej diecezji w Cesarstwie Rzymskim (prowincja Fenicja), współcześnie w Syrii. Pierwszym wzmiankowanym w źródłach biskupem tej diecezji był Gerontius (IV w.). Od 1933 katolickie biskupstwo tytularne, wakujące od 1996.

## Biskupi tytularni
| Lp. | Biskup        | Od               | Do                |
| --- | ------------- | ---------------- | ----------------- |
| 1   | René Audet    | 21 maja 1963     | 3 stycznia 1968   |
| 2   | Joseph Khoury | 29 kwietnia 1993 | 11 listopada 1996 |